# 豪德寺

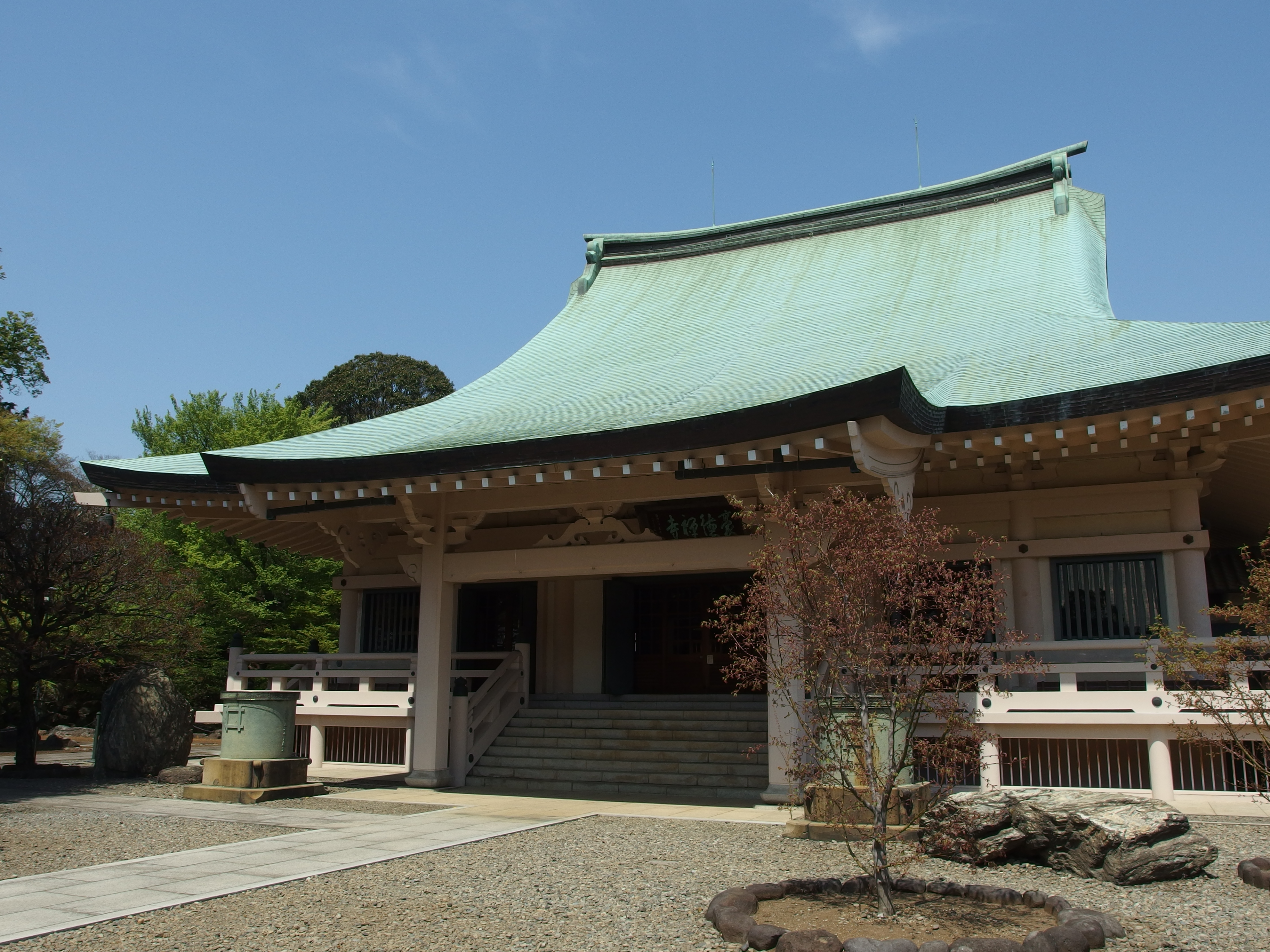
豪德寺本堂

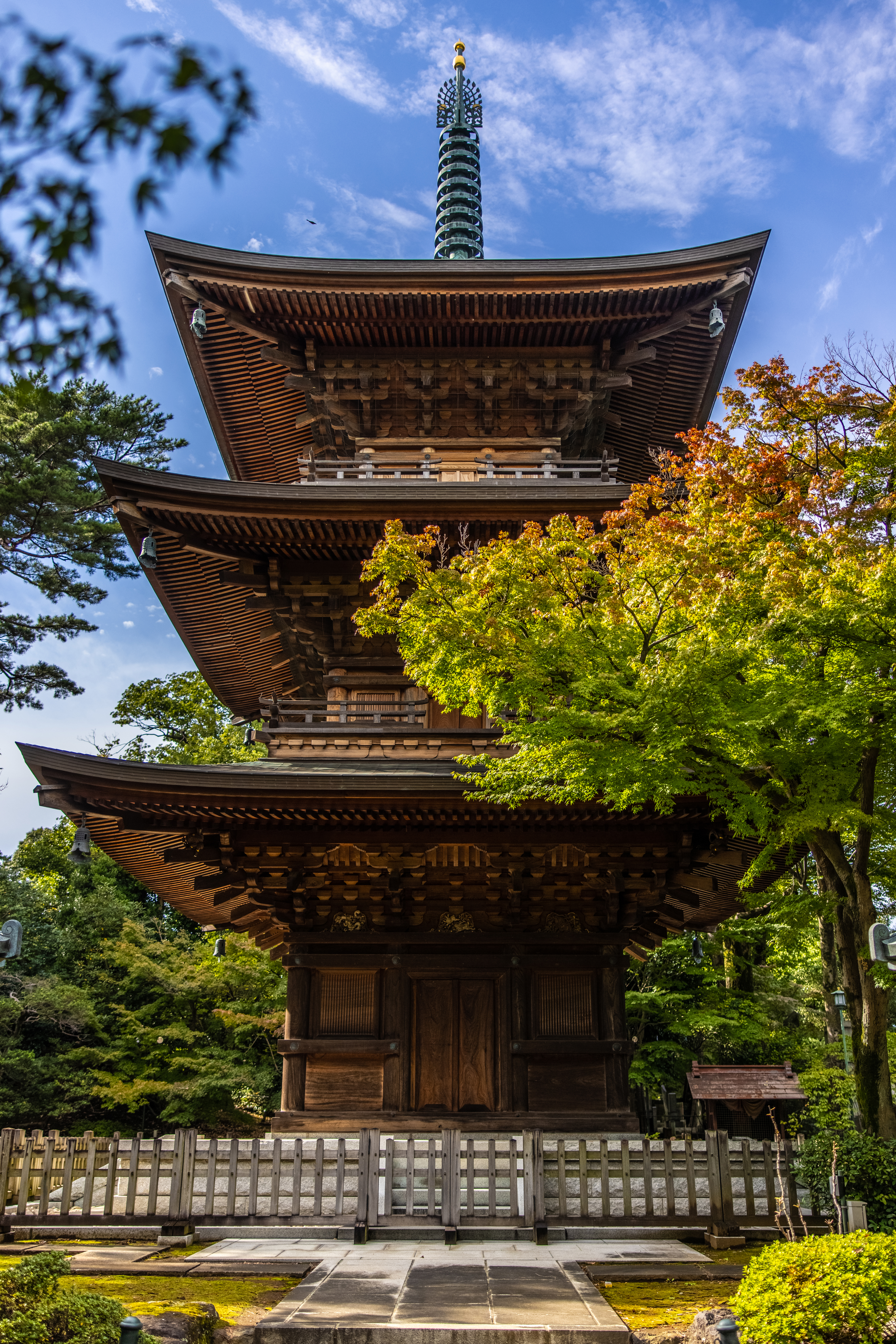
三重塔

豪德寺（日语：／ Gōtokuji */?）、是在東京都世田谷區豪德寺二丁目的曹洞宗寺廟。原本是臨濟宗。山号大谿山（だいけいざん）。有最多的招福貓，約1000多隻左右。是招福猫的發祥地，招福貓是舉右手，招財貓是舉左手，如果想實現願望可以先帶一隻招福貓回去，等愿望实现再還回去。

## 歷史
- 文明12年（1480年）吉良政忠的伯母吉良頼高的女兒弘德院修建了尼庵「弘徳院」。当初是臨濟宗。
- 天正12年（1584年）改爲曹洞宗。
- 寬永10年（1633年）彦根藩藩主井伊直孝改其為井伊家的菩提寺。寺院名用直孝的戒名「久昌院殿豪德天英居士」所以叫豪德寺。

## 文化遺產
- 彦根藩主井伊家墓所
- 井伊直弼墓

## 招福猫傳説

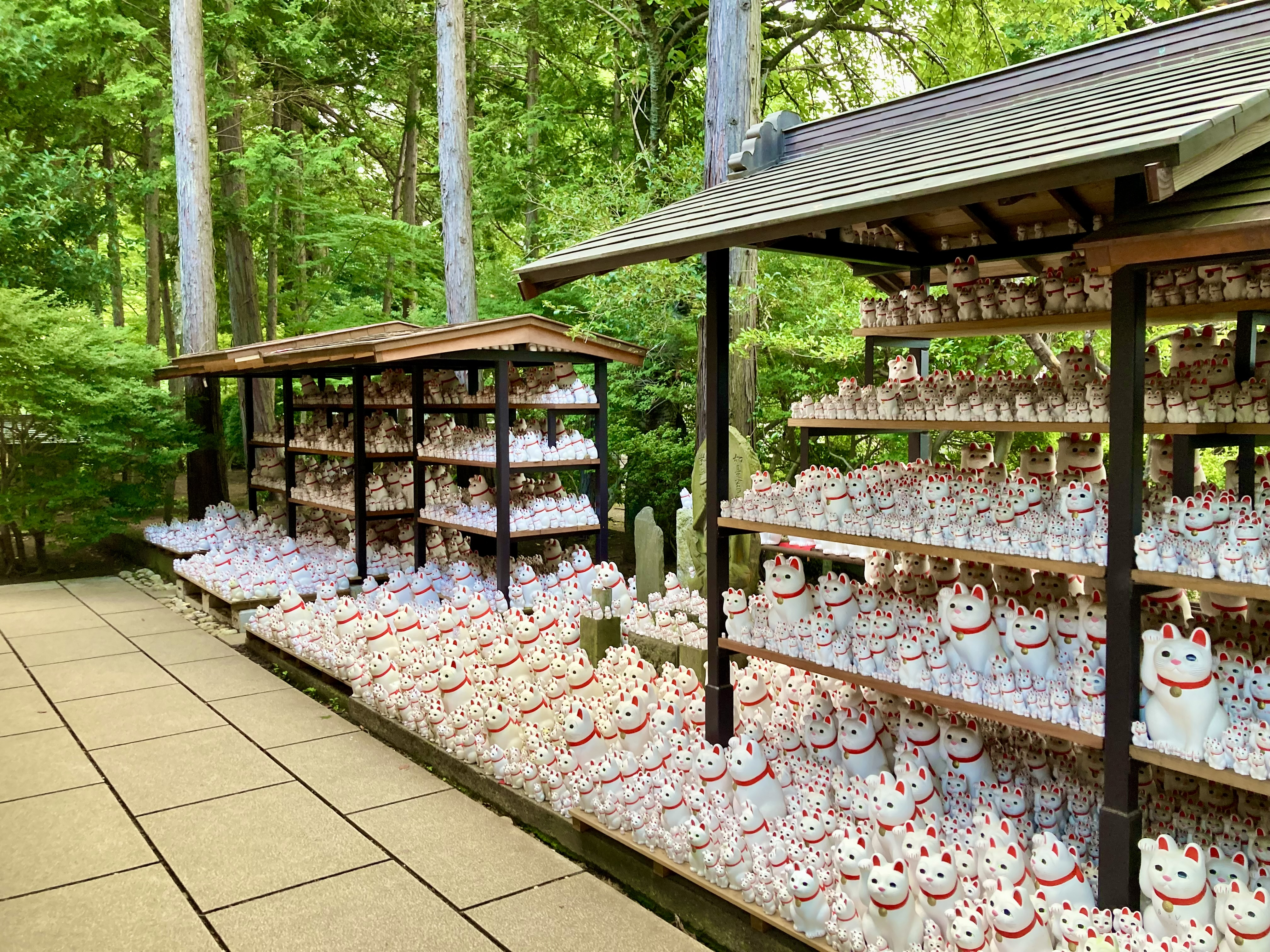
寺內的招福猫

豪德寺招福猫的發祥地。井伊直孝跟著猫兒跑到寺中避雨、聽了寺裏和尚的法談十分歡喜、所以豪德寺成了井伊家的菩提寺。
豪德寺爲了供奉「招福猫児（まねぎねこ）」、在寺裏建造了「招猫殿」裏面安放了招猫觀音。招猫殿旁邊、放了很多招福猫。招福猫是右手上擧、手中沒有拿小金幣的白色小猫。和左手上擧手中拿小金幣的招財猫有區別。

## 世田谷城
天正18年（1590年）小田原之戰后被毀的世田谷城在寺的南面位置。

## 交通
- 小田急電鐵豪德寺站徒步10分
- 東急電鐵世田谷線宮之坂站徒步5分

## 關連項目
- 井伊直弼

## 外部連結
- 歷史遺跡 豪德寺
- 豪德寺地圖
- 招福貓發源地 東京豪德寺（页面存档备份，存于）